# Gilbert e Sullivan
(William Schwenck Gilbert, The Mikado)
Con Gilbert e Sullivan si indica la collaborazione tra il librettista William Schwenck Gilbert (1836-1911) e il compositore Arthur Sullivan (1842-1900) che insieme produssero una serie di quattordici opere comiche (od operette) fra il 1871 e il 1896.
Le opere di Gilbert e Sullivan furono apprezzate e mantennero un grande successo specialmente fra il pubblico di lingua inglese. H.M.S. Pinafore, The Pirates of Penzance e Il Mikado, in particolare, introdussero delle innovazioni nel contenuto e nella forma che influenzarono lo sviluppo del teatro musicale del XX secolo. I loro lavori furono conosciuti come Savoy Opera, essendo rappresentati al Savoy Theatre di Londra, fatto costruire nel 1881 dal loro produttore Richard D'Oyly Carte per la rappresentazione delle loro opere.
Gilbert, che scriveva i testi, inseriva dei vocaboli fantasiosi, dove le assurdità erano portate fino alla logica conclusione. Nelle sue storie le fate davano di gomito ai Lord inglesi, amoreggiare era un'offesa mortale, i gondolieri diventavano re ed i pirati tornavano ad essere dei nobiluomini che avevano sbagliato. Le liriche erano realizzate con doppie e triple rime e furono prese come modello da tutti i librettisti dei lavori teatrali di Broadway per tutto il XX secolo, come P. G. Wodehouse, Cole Porter, Ira Gershwin e Lorenz Hart. Sullivan, il compositore, autore anche di molti inni, oratori, canzoni e lavori orchestrali, scrisse delle memorabili ed orecchiabili melodie che riuscivano ad esprimere umorismo e pathos insieme; la sua abilità musicale, abbinata ad altri elementi, gli fece raggiungere e superare la fama di molti compositori classici.
Gilbert e Sullivan in alcune occasioni ebbero dei rapporti molto tesi, sia per il fatto che ognuno, nel proprio lavoro, vede se stesso soggiogato dagli altri, sia per le opposte personalità dei due artisti: Gilbert era spesso portato allo scontro (nonostante mostrasse un'eccezionale gentilezza), mentre Sullivan odiava i conflitti. In aggiunta Gilbert infarciva i suoi libretti con situazioni in cui l'ordine sociale era messo sottosopra. Dopo un certo tempo questi soggetti spesso erano in disaccordo col desiderio di Sullivan di realismo e contenuto emotivo. Inoltre, la satira politica di Gilbert si soffermava sui vizi delle classi privilegiate, mentre Sullivan era per la socializzazione fra le classi.
Per oltre un secolo, fino alla sua chiusura nel 1982, la D'Oyly Carte Opera Company rappresentò le opere di Gilbert e Sullivan (mantenendo il copyright per l'Inghilterra fino al 1961) esercitando una grande influenza sullo stile di rappresentazione di questi lavori. Ancora oggi, nei Paesi di lingua inglese, molte città, chiese, scuole e università hanno dei loro gruppi di dilettanti che rappresentano tali opere. Le opere più popolari di Gilbert e Sullivan vengono spesso rappresentate, anche ai nostri giorni, dai maggiori teatri d'opera, e vi sono delle compagnie di professionisti specializzate nel loro repertorio. Inoltre, ogni estate, si svolge a Buxton in Inghilterra l'International Gilbert e Sullivan Festival.

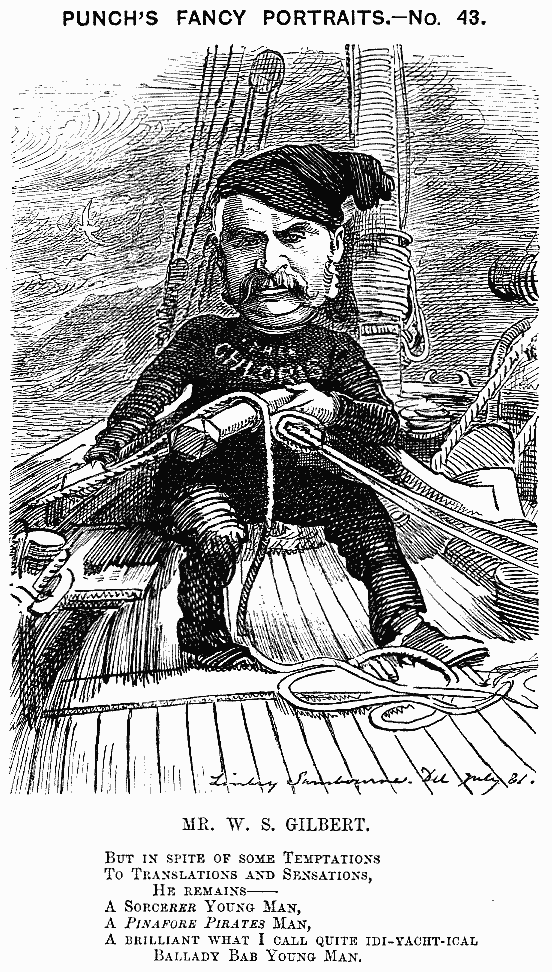
Caricatura di W. S. Gilbert

## Gli inizi

### La storia di Gilbert prima dell'incontro con Sullivan

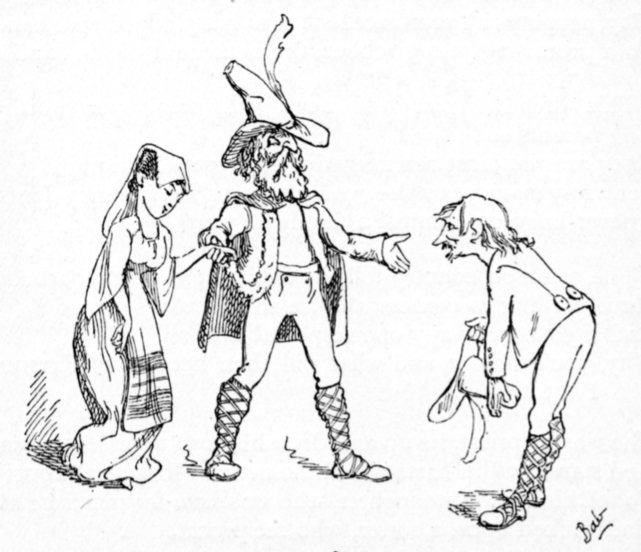
Una delle illustrazioni di Gilbert per la Bab ballad "Gentle Alice Brown"

Gilbert nacque a Londra il 18 novembre 1836. Suo padre, William Gilbert, fu un chirurgo navale che poi divenne autore di romanzi e racconti brevi. W. S. Gilbert illustrò alcune delle storie scritte dal padre e nel 1861, iniziò a scrivere storie illustrate, poemi ed articoli in prima persona, allo scopo di incrementare i suoi guadagni. I poemi, pubblicati come Bab Ballads, e i racconti brevi vennero poi usati come spunto per la scrittura dei suoi lavori successivi, comprese le opere di Gilbert e Sullivan. Nelle Bab Ballads Gilbert sviluppò uno stile unico, dove la comicità derivava dall'impostare una premessa ridicola e lavorarvi sopra fino alle logica conclusione, per quanto assurda potesse essere. Gilbert produsse circa la metà dei suoi settantacinque lavori dal 1871, oltre ad essere stato un innovatore nell'arte della regia, seguendo le riforme di Tom Robertson.
I teatri, al tempo in cui Gilbert iniziò a scrivere, erano in uno stato di netta decadenza, e Gilbert aiutò a riformare ed elevare la rispettabilità del teatro, iniziando con la sua German Reed Entertainments. Bond, Jessie, Alle prove dell'Ages Ago nel 1869, uno di questi lavori, composto da Frederic Clay, lo stesso Clay presentò Gilbert ad Arthur Sullivan. Due anni dopo, i due realizzarono la prima opera in collaborazione fra loro.

### La storia di Sullivan prima dell'incontro con Gilbert

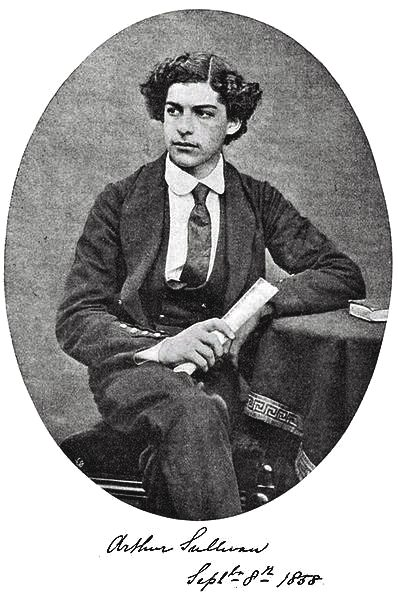
Arthur Sullivan da giovane

Sullivan nacque a Londra il 13 maggio 1842. Suo padre era il direttore di una banda, e non appena Arthur raggiunse l'età di otto anni conosceva già tutti gli strumenti che la componevano. A scuola iniziò a comporre inni e canzoni e nel 1856 vinse il Mendelssohn Prize; studiò alla Royal Academy of Music di Londra e quindi a Lipsia dove iniziò a dirigere l'orchestra. Il suo pezzo composto per la laurea, ottenuta nel 1861, era costituito dalle musiche di scena de La tempesta di William Shakespeare. Riveduto ed ampliato, esso venne rappresentato al Teatro Crystal Palace di Londra nel 1862 ed ottenne un immediato successo. Egli iniziò a costruirsi la fama di più promettente giovane compositore britannico, componendo una sinfonia, un concerto e l'acclamata Overture di Ballo nel 1870.
I suoi primi lavori per canto furono The Masque at Kenilworth nel 1864; un oratorio, The Prodigal Son nel 1869; una cantata drammatica, On Shore and Sea nel 1871; e una canzone, The Window o The Song of the Wrens nel 1871. Egli compose anche un balletto, L'Île Enchantée e musiche di scena per un notevole numero di lavori di Shakespeare. Questi lavori non furono però sufficienti per consentirgli un'esistenza dignitosa e pertanto fece l'organista e compose molti inni compreso Onward, Christian Soldiers nel 1872 e diverse canzoni popolari. La sua prima opera di successo fu Cox and Box del 1866, seguita da The Contrabandista del 1867, entrambe su libretto di Francis Cowley Burnand.

## Gilbert e Sullivan

### Prime collaborazioni:ThespiseTrial by Jury
La prima collaborazione dei due fu l'operetta Thespis, messa in scena nel grande Gaiety Theatre di Londra; una pantomima in cui gli dei dell'Olimpo, diventati vecchi e incapaci, vengono rimpiazzati temporaneamente da un gruppo di attrici ed attori. Il pezzo faceva il verso all'Orfeo all'inferno ed a La Belle Hélène di Jacques Offenbach che, tradotte, stavano dominando nei teatri inglesi. Thespis fu data al Gaiety Theatre nel 1871 e venne replicata per 63 spettacoli. Gilbert diresse (regia) il lavoro da se stesso, come fece per tutte le opere scritte con Sullivan. Diversamente dagli ultimi lavori di Gilbert e Sullivan, Thespis era stato preparato in fretta e l'argomento piccante di cui trattava, era simile ai primi travestimenti di Gilbert, con un linguaggio spinto che poggiava sull'improvvisazione degli attori. Due dei personaggi maschili erano interpretati da donne le cui gambe ben fatte erano messe in mostra in modo tale che lo stesso Gilbert in seguito condannò. Lo spartito di questo lavoro non venne pubblicato ed è andato perduto ad eccezione di una canzone che venne pubblicata separatamente, un coro che venne riutilizzato in The Pirates of Penzance ed il balletto del secondo atto.

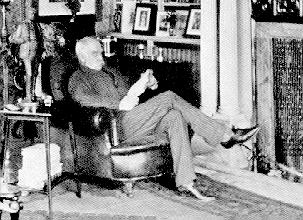
W. S. Gilbert in biblioteca

Thespis superò negli incassi della stagione 1871, sei dei nove lavori in programma in quell'anno e fu poi riproposto più tardi per una ripresa. Nessuno, a quell'epoca, poteva immaginare che questo era l'inizio di una collaborazione leggendaria fra i due artisti. Essi, comunque, non ebbero modo di collaborare fra loro per quattro lunghi anni. Gilbert lavorò con Clay in Happy Arcadia (1872), e con Alfred Cellier in Topsyturveydom (1874), oltre a scrivere diversi libretti per operette, farse, commedie buffe, drammi, sceneggiature da romanzi e traduzioni dal francese. Anche Sullivan non rimase in ozio: completò il Te Deum nel (1872), un altro oratorio, The Light of the World (1873) e la sua unica canzone The Window; The Song of the Wrens (1871), musiche di scena per The Merry Wives of Windsor (1874) ed inoltre inni, compreso "Onward, Christian Soldiers" (1872), canzoni e ballate. Praticamente, durante questi anni, ognuno dei due divenne più famoso nel suo settore di attività.
Dai primi mesi 1875, Richard D'Oyly Carte dirigeva il Royalty Theatre, ed aveva necessità di un'opera breve da eseguire come pezzo finale dopo La Périchole di Jacques Offenbach. Gilbert aveva già pronto un libretto che aveva scritto su commissione del compositore Carl Rosa e che a causa dell'improvvisa morte della moglie del Rosa era rimasto inutilizzato. Carte suggerì che fosse messo in musica da Sullivan, il quale rimase deliziato del soggetto e l'opera Trial by Jury venne composta in un batter d'occhio. Il breve pezzo, interpretato dal fratello Fred Sullivan, nel ruolo del «giudice imparato» fu un successo eccezionale che sovrastò le recite de La Périchole e venne riproposto in un altro teatro.

### Il triumvirato: DaThe SorcereraPirates

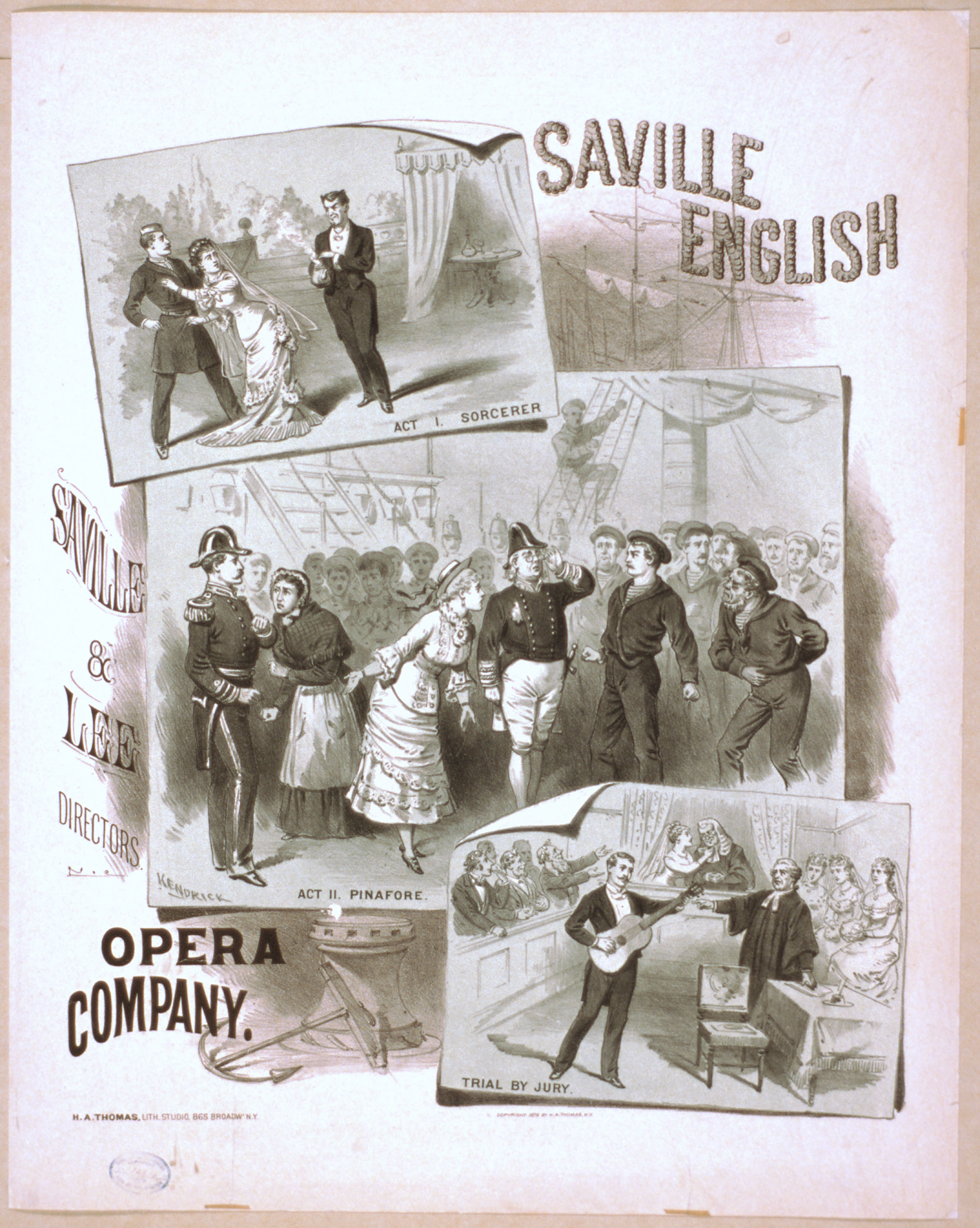
Uno dei primi manifesti che mostrano le loro prime tre opere dopo Thespis.

The Sorcerer (1877) fu la loro prima opera di lunga durata, di quella che sarà definita Savoy Opera, nonostante il Teatro Savoy dovesse ancora essere costruito. Carte, che era interessato allo sviluppo di un'opera leggera in inglese, che rimpiazzasse i lavori francesi che dominavano le scene teatrali di Londra, chiese a Gilbert un'opera comica che servisse da antagonista per una rappresentazione serale. Gilbert trovò il soggetto in uno dei suoi brevi racconti, The Elixir of Love, che riguardava un uomo d'affari londinese al quale capitò di diventare uno stregone, un procacciatore di benedizioni (non molto richieste) e di maledizioni (molto popolari).
Gilbert e Sullivan erano dei manager molto attenti, visto come esordirono con The Sorcerer, una produzione in grande stile, in marcato contrasto con quella di Thespis. Il triunvirato di Gilbert, Sullivan e Carte fu un grande gruppo che durò per altri dodici lavori di questo genere.
Con The Sorcerer la grande produzione D'Oyly Carte entrò nel pieno della sua attività. In precedenza Gilbert costruiva i suoi lavori su misura degli interpreti dei teatri che gli commissionavano le opere, come avvenne nel caso di Thespis. Da The Sorcerer in avanti Gilbert non volle più lavorare con i grandi attori, ma volle crearli egli stesso con il successo delle sue opere.

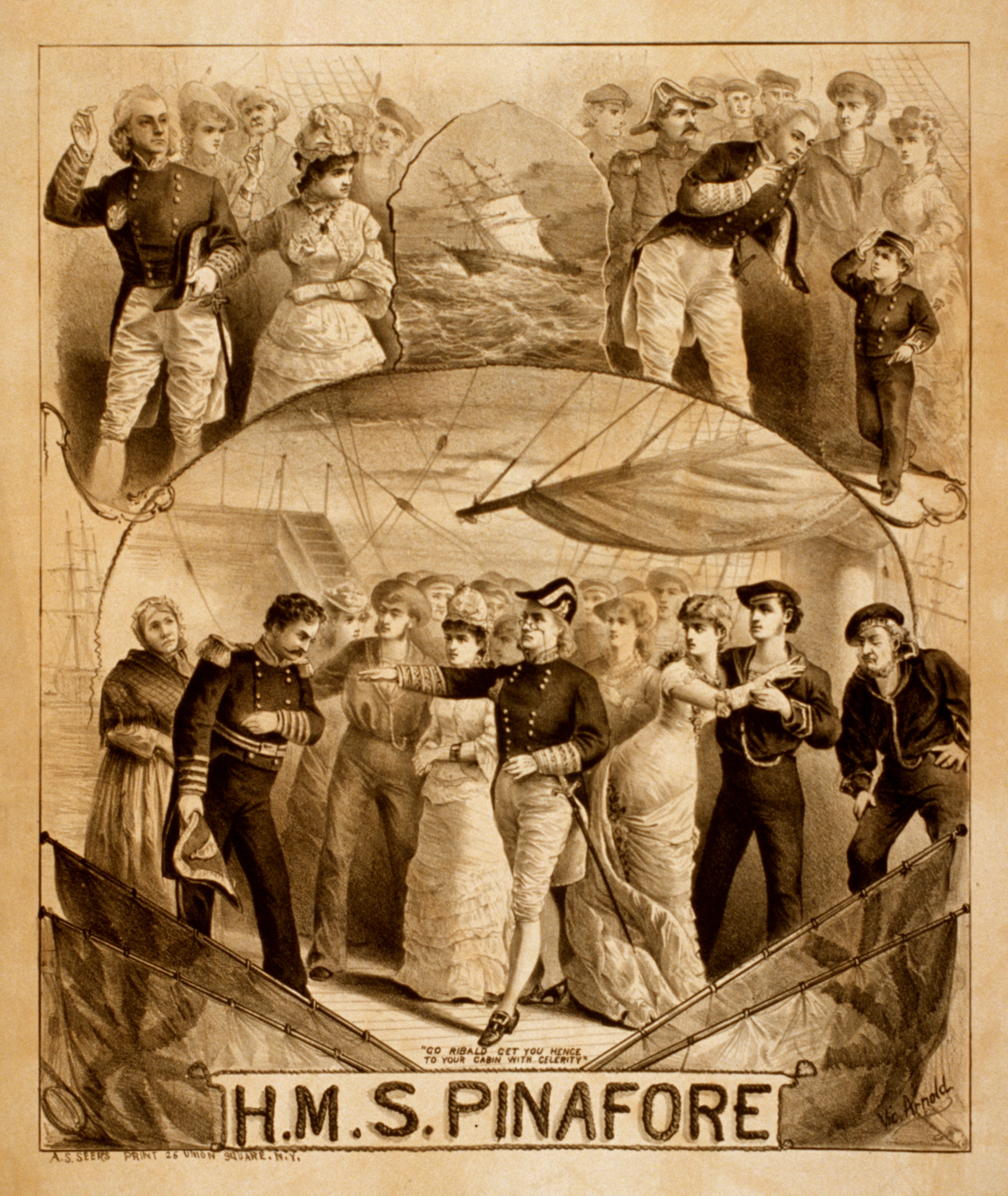
Locandina americana per E.M.S. Pinafore.

Così, egli e Sullivan, selezionarono gli attori e scrissero i loro lavori per un intero cast e non più per delle star. Gilbert supervisionava l'allestimento delle scene e dei costumi e si occupava anche della regia. Sullivan, invece, si occupava direttamente della orchestrazione dei lavori. Il risultato finì col portare un'aria di novità nel teatro inglese.
Il libretto del The Sorcerer puntò sulle caratteristiche tipiche dei personaggi europei del tempo: l'eroico protagonista (tenore) e la sua amata (soprano); l'anziana signora piena di charme (contralto), e di supporto uno o due basso o baritono. Il personaggio del baritono comico fu spesso il protagonista delle loro opere. Questo personaggio era quello che interpretava le canzoni dal ritmo molto veloce e dal testo comico. Gilbert e Sullivan integrarono nell'azione il coro costituito da donne e uomini dando ad esso l'importanza dei protagonisti.
Il sistema del repertorio assicurava che il protagonista di The Sorcerer, John Wellington Wells, impersonasse anche il ruolo di Sir Joseph Porter in H.M.S. Pinafore e poi quello del Major-General Stanley in The Pirates of Penzance e così via. Allo stesso modo Mrs. Partlet in The Sorcerer si trasformava in Little Buttercup in Pinafore e quindi in Ruth (la piratesca donna tutto fare) in Pirates. Attori quasi sconosciuti, ingaggiati per la messa in scena di The Sorcerer e Pinafore rimasero per molti anni nella produzione Gilbert e Sullivan e divennero delle stelle del teatro vittoriano. Fra questi si ricordano George Grossmith, il baritono comico; Rutland Barrington, baritono lirico e attore protagonista; Richard Temple, il bass-baritone; Jessie Bond, la soubrette; e Rosina Brandram il contralto.
Gilbert e Sullivan registrarono il loro primo successo internazionale con H.M.S. Pinafore 1878 con una satira sugli ufficiali incompetenti di Sua Maestà Britannica e l'ossessione inglese sullo stato sociale. Moltissime produzioni pirata di questo lavoro apparvero negli Stati Uniti a dimostrazione del successo ottenuto. Nel The Pirates of Penzance (1879), scritto per ripicca contro i pirati americani che avevano infranto il copyright del loro lavoro precedente, misero alla berlina le convenzioni dell'opera, il senso del dovere, gli obblighi familiari e la rilevanza dell'educazione liberale.

### Teatro Savoy: DaPatienceaGondoliers

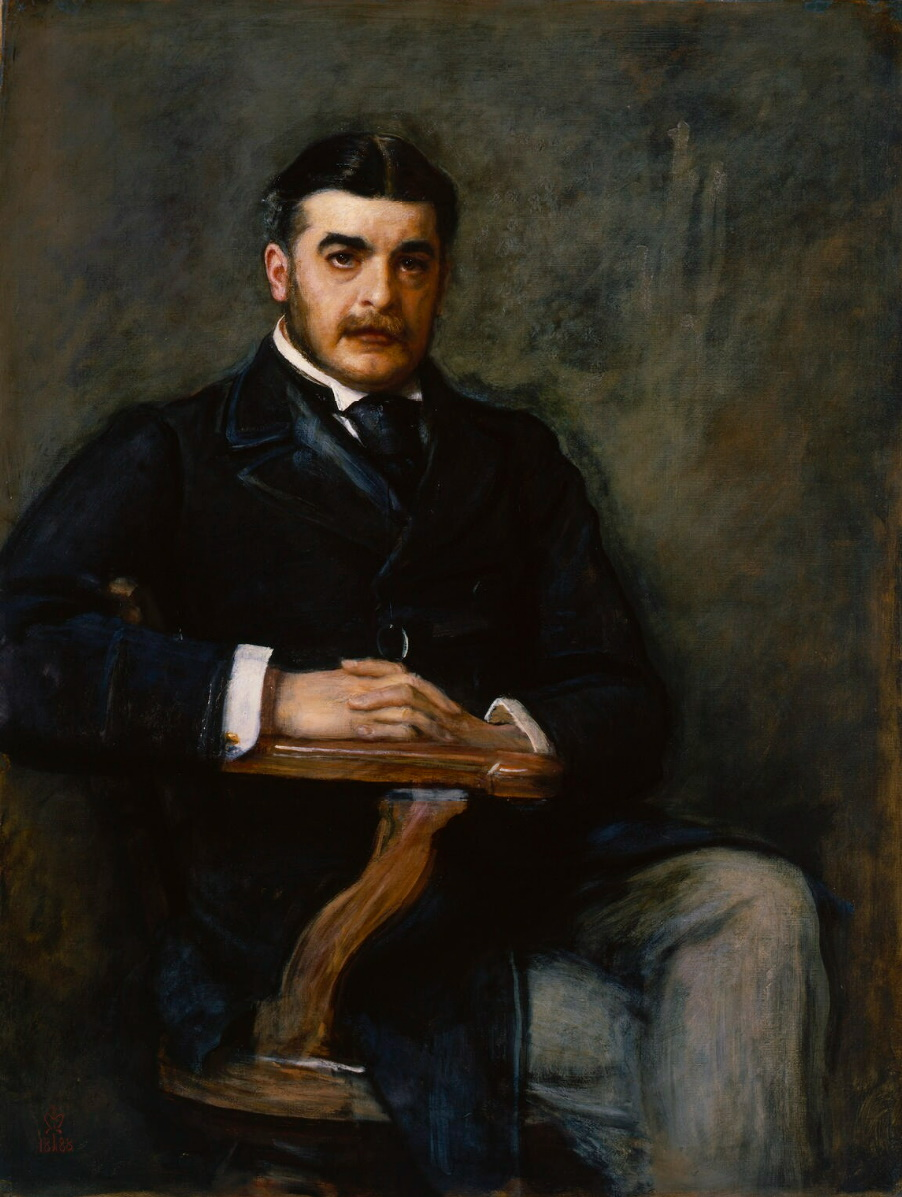
Arthur Sullivan

Patience (1881) satirizzava i movimenti artistici in generale ed il poeta ed esteta britannico Algernon Swinburne in particolare, contro la vanità maschile e lo sciovinismo militare. Durante le rappresentazioni di Patience, Carte inaugurò il Savoy Theatre, che divenne la sede permanente della rappresentazione delle opere di Gilbert e Sullivan. Iolanthe (1882) fu la prima delle loro opere che venne messa in scena al Savoy. Essa metteva alla berlina le leggi inglesi e la Camera dei Lord e parlava della guerra fra i sessi. Princess Ida (1884) satireggiava sull'educazione femminile e sullo sciovinismo maschile.
La Savoy Opera ad aver maggior successo fu The Mikado (1885), che sbeffeggiava la burocrazia inglese parlando del popolo giapponese. Ruddigore (1887), un parapiglia sul melodramma vittoriano, ebbe però meno successo. The Yeomen of the Guard (1888), la loro unica opera con un finale serio, raccontava di due vagabonde, una clown ed una cantante, che vengono coinvolte in un rischioso intrigo alla Torre di Londra. The Gondoliers (1889) fu una ricapitolazione di molti dei temi delle precedenti opere; era ambientata in un regno retto da due gondolieri che tentavano di instaurare una monarchia nello spirito di repubblicana eguaglianza.

### La differenza di vedute
Gilbert e Sullivan litigarono diverse volte sulla scelta dei soggetti per le loro opere. Dopo Princess Ida e Ruddigore, che ebbero meno successo delle sette opere precedenti, Sullivan chiese di sciogliere la collaborazione dicendo che trovava i libretti di Gilbert ripetitivi e di scarsa qualità artistica. Mentre i due discutevano sui loro diversi punti di vista, Carte riempì il teatro Savoy con la riedizione delle loro opere precedenti. Ma dopo alcuni mesi di pausa, Gilbert rispose con un libretto che andava incontro ai desideri di Sullivan e la collaborazione riprese nuovamente con successo.
Durante le repliche di The Gondoliers, comunque, Gilbert discusse con Carte sulle spese della produzione. Carte aveva inserito le spese per il rifacimento del tappeto per la lobby del teatro Savoy alla produzione dello spettacolo mentre avrebbe dovuto sostenerle da solo visto che il teatro era di sua proprietà. Gilbert sosteneva che tale spesa non competesse alla società di produzione.
Lo studioso Andrew Crowther così spiegò:

### Gli ultimi lavori e l'eredità

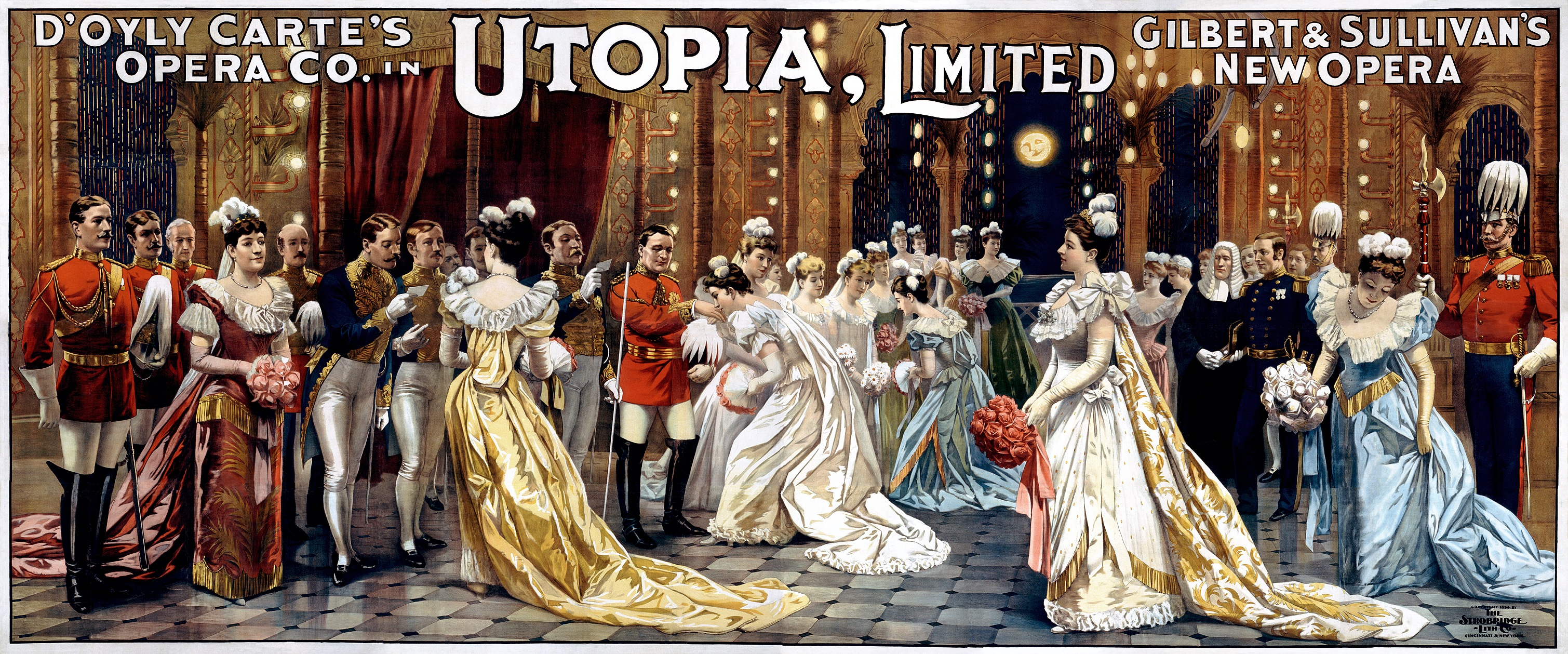
La scena del salotto dal secondo atto di Utopia, Limited.

Utopia, Limited del (1893), la loro penultima opera, ebbe un successo molto modesto ed il The Grand Duke del (1896) fu un vero fiasco. Nessuno dei due lavori venne più riproposto fino a quando la D'Oyly Carte Opera Company non fece la prima registrazione negli anni settanta del XX secolo. Gilbert offrì un terzo libretto a Sullivan, His Excellency nel (1894), ma l'insistenza di Gilbert nel chiedere il ruolo di protagonista per Nancy McIntosh, la sua protetta di Utopia, portò al rifiuto di Sullivan.
Dopo il The Grand Duke, i due sodali decisero che non c'era più alcun motivo per cui dovessero continuare la collaborazione. Sullivan, in cattive condizioni di salute, morì quattro anni dopo, anche se continuò a scrivere nuove opere comiche con la collaborazione di altri librettisti. Fra queste opere ebbero molto successo The Rose of Persia del (1899), e The Emerald Isle del (1901) (lasciata incompiuta e terminata da Edward German dopo la morte di Sullivan).
Gilbert diminuì di molto la sua attività, anche se continuò a fare le regie di vecchi lavori della Savoy Opera ed a scrivere qualche libretto occasionalmente. Egli scrisse soltanto un'altra opera comica Fallen Fairies, del (1909), con musiche di Edward German, ma l'opera non ebbe particolare successo.
Richard D'Oyly Carte morì nel 1901 e la sua vedova, Helen D'Oyly Carte, e quindi suo figlio Rupert D'Oyly Carte ed ancora la nipote Bridget D'Oyly Carte, continuarono a dirigere l'attività della D'Oyly Carte Opera Company, che mise in scena le opere di Gilbert e Sullivan fino allo scioglimento della compagnia nel 1982.
Con il successo delle opere, la D'Oyly Carte Opera Company cedette la licenza per l'esecuzione delle stesse ad altre compagnie ed a società dilettantistiche per la rappresentazione. Per circa un secolo, fino a quando il copyright venne a scadere nel 1961, ed anche dopo la sua scadenza, la D'Oyly Carte Opera Company influenzò la produzione delle opere in tutto il mondo e produsse registrazioni delle stesse aiutando a mantenerle popolari attraverso i decenni. Oggi, numerose compagnie di repertorio, compagnie d'opera e piccole compagnie di dilettanti, continuano a mettere in scena queste opere.

## Collaborazioni

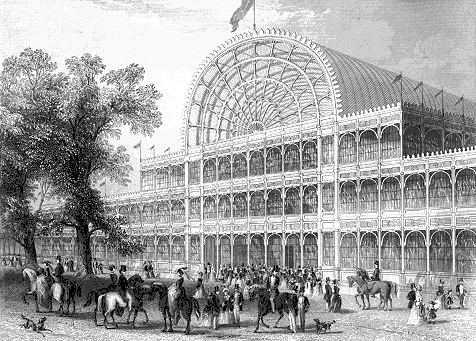
Il Crystal Palace, dove furono rappresentate le prime opere di Gilbert e Sullivan.

### Le opere maggiori
- Thespis, o The Gods Grown Old (1871)
- Trial by Jury (1875)
- The Sorcerer (1877)
- H.M.S. Pinafore, o The Lass That Loved a Sailor (1878)
- The Pirates of Penzance, o The Slave of Duty (1879)
- The Martyr of Antioch (cantata) (1880) (Gilbert riadattò il poema di Henry Hart Milman)
- Patience, o Bunthorne's Bride (1881)
- Iolanthe, o The Peer and the Peri (1882)
- Princess Ida, o Castle Adamant (1884)
- The Mikado, o The Town of Titipu (1885)
- Ruddigore, o The Witch's Curse (1887)
- The Yeomen of the Guard, o The Merryman and his Maid (1888)
- The Gondoliers, o The King of Barataria (1889)
- Utopia, Limited, o The Flowers of Progress (1893)
- The Grand Duke, o The Statutory Duel (1896)

### Parlour ballads
- The Distant Shore (1874)
- The Love that Loves Me Not (1875)
- Sweethearts (1875)

## Versioni alternative

### Versioni in lingue straniere
Le opere di Gilbert e Sullivan vennero tradotte in diverse lingue straniere, fra le quali il portoghese, l'yiddish, l'ebreo, lo svedese, l'estone, lo spagnolo (compreso HMS Pinafore in stile di zarzuela) e molte altre.
Esistono molte versioni in tedesco delle opere di Gilbert e Sullivan compresa la popolare Der Mikado. Esiste anche una versione tedesca del The Grand Duke. Alcune traduzioni tedesche furono realizzate da Zell e Genée, librettisti de Il pipistrello ed altre operette viennesi. Essi tradussero anche un'opera poco conosciuta di Sullivan, The Chieftain con il titolo tedesco di Der Häuptling.

### Balletti da Gilbert e Sullivan
- Pirates of Penzance - The Ballet! (anticamente chiamato Pirates! The Ballet)
- Pineapple Poll - da una storia di Gilbert - e musica di Sullivan

### Adattamenti
- The Swing Mikado (1938) (Chicago) Un cast costituito da tutti attori di colore
- The Hot Mikado (produzione del 1939) e Hot Mikado (1986)
- The Jazz Mikado
- The Cool Mikado
- Hollywood Pinafore
- The Pirate Movie (1982), protagonista Christopher Atkins e Kristy McNichol.
- Parson's Pirates di Opera della Luna
- The Ghosts of Ruddigore di Opera della Luna
- Di Yam Gazlonim Un adattamento Yiddish di Pirates di Al Grand che continua ad essere rappresentato negli Stati Uniti.
- The Ratepayers' Iolanthe 1984 Vincitore dell'Olivier Award musical.

## Influenza culturale

### Canzoni e parodie

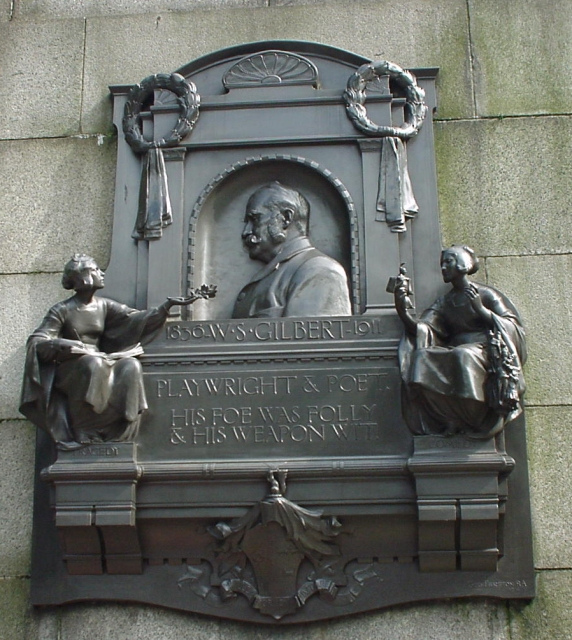
Memoriale di W. S. Gilbert sulle rive del Tamigi a Londra

I lavori di Gilbert e Sullivan, pieni di parodie sulla cultura contemporanea, sono stati essi stessi parodiati o manipolati; un esempio importante di ciò è la canzone Elements di Tom Lehrer, che consiste nell'elencazione di tutti i maggiori elementi chimici sulle musiche della Major-General's Song dai The Pirates of Penzance. Lehrer incluse anche un verso che parodiava il finale guazzabuglio di Clementine, «pieno di parole e musiche che non avevano alcun significato», come disse Lehrer parodiando nella stessa frase sia Gilbert e Sullivan sia Shakespeare.
Da The Pirates of Penzance, With cat-like tread (con andatura felina) include una frase che inizia con «Venite, amici che solcate il mare...» Questa melodia è usata per la popolare canzone Hail, hail, the gang's all here.
Allan Sherman cantò diverse parodie di Gilbert e Sullivan:
- I'm called Little Butterball (basata sull'ammissione da parte di Sherman sulla sua corpulenza, su una canzone da H.M.S. Pinafore)
- When I was a lad I went to Yale (su un giovane agente pubblicitario, basata su una canzone da H.M.S. Pinafore)
- You need an analyst, a psychoanalyst (una variante di I've got a little list da The Mikado)
- Titwillow (riguardante un uccello parlante yiddish che incontra una fata triste, basato su una canzone dal The Mikado)

Anna Russell interpretò una parodia chiamata Come scrivere la vostra opera di Gilbert e Sullivan".

### Letteratura
- In Girotondo, una breve storia su Io, robot di Isaac Asimov, i due protagonisti, Powell e Donovan, incontrano un robot che si trova in uno stato di ubriachezza e canta There Grew a Little Flower (da Ruddigore), sulla quale Donovan rimarca «Dove ha pescato quell'operetta di Gilbert e Sullivan?». Asimov, che era un ammiratore di Gilbert e Sullivan, scrisse altre storie facendo riferimento alle loro opere, compresa una, Scambio sconveniente, in cui un viaggiatore temporale cerca di salvare l'opera Thespis dall'oblio. Un racconto della serie dei Vedovi Neri, L'anno dell'azione, ruota interamente attorno alla loro opera I pirati di Penzance

- Nel racconto "25 barboni cenciosi" di Charles Bukowski il protagonista, ubriaco, canta arie dalle opere di Gilbert e Sullivan.

### Sul palcoscenico e nei film
- Nel 1962, nelle sequenze finali del film L'affittacamere di Richard Quine, i protagonisti Jack Lemmon e Kim Novak cercano di salvare la testimone-chiave di un delitto durante un concerto all'aperto in cui l'orchestra suona un motivo tratto da The Pirates of Penzance.
- Nel 1979, nel film Il segreto di Agatha Christie di Michael Apted, la protagonista, impersonata da Vanessa Redgrave, si reca in una stazione termale sul mare dove l'orchestrina suona motivi da Gilbert e Sullivan.
- Il personaggio Sallah in I predatori dell'arca perduta (1981) canta un motivo da Pinafore quando è sovraeccitato e felice.
- La musica del film Momenti di gloria (1981) scava pesantemente nel repertorio di Gilbert e Sullivan.
- Nel film The Hand That Rocks The Cradle (1992) di Curtis Hanson, l'intera colonna sonora è costituita da canzoni tratte da opere di Gilbert e Sullivan.
- Nel nono film di Star Trek, Star Trek: Insurrection (1998), il capitano Jean-Luc Picard, Worf e Data cantano A British Tar da H.M.S. Pinafore.
- Il film Topsy-Turvy - Sotto-sopra (1999) di Mike Leigh descrive il lavoro di creazione e di messa in scena dell'opera più popolare del duo, ovvero The Mikado.
- Nel cartone animato della Walt Disney Mickey, Donald, Goofy: The Three Musketeers (2004), vi è una canzone da The Pirates of Penzance.
- Nel film Kate & Leopold (2001), vi sono molti riferimenti ai The Pirates of Penzance compresa una scena in cui Leopold canta I Am The Very Model of A Modern Major General mentre si accompagna al pianoforte.
- Nel cartone animato Cattivissimo me 3 del 2017, i Minions si esibiscono in una parodia del brano I Am The Very Model of A Modern Major General dai The Pirates of Penzance, utilizzando parole apparentemente senza senso.

### Televisione
- La serie TV Magnum, P.I. in un episodio della sua quarta stagione intitolato Let the Punishment Fit the Crime, propone il numero tratto da Mikado dal titolo Three Little Girls from School.
- Lo show televisivo I Simpson ha inserito musiche di Gilbert e Sullivan in diversi episodi. Nell'episodio Il promontorio della paura, Bart Simpson chiede a Telespalla Bob di cantare «l'intera opera H.M.S. Pinafore» come ultimo desiderio. In un altro punto dello stesso episodio, la famiglia Simpson canta Three Little Maids from School mentre si dirige alla nuova casa. Nell'episodio Homer nello spazio profondo, un sobrio Barney Gumble schiocca le dita mentre canta un verso I Am the Very Model of a Modern Major-General dalla canzone Major-General's song tratta da The Pirates of Penzance. In un altro episodio intitolato Il fanciullo interiore di Bart, Bart identifica se stesso in "Ruddigore" in un chiaro omaggio all'operetta di Gilbert e Sullivan. (Il libretto di Ruddigore fa molti riferimenti sull'essere «un cattivo Bart»). In un altro episodio Bart e Milhouse cantano "three little maids from school" nel tentativo di scoprire se il nuovo vicino dei Simpson sia Telespalla Bob; nello stesso episodio il criminale, liberatosi della sua copertura, dice:" ora posso cantare tutti i Gilbert e Sullivan che voglio!".
- La serie TV Angel, nella prima puntata della quinta serie, trova Gunn che ammette di aver subito un miglioramento delle sue capacità intellettive con conoscenze legali "...e non so perché anche un po' di Gilbert e Sullivan.".
- Nella serie TV I Griffin, durante l'episodio Lois uccide Stewie, quest'ultimo sciorina una lista di persone che vorrebbe uccidere, sulle note di The Mikado. In un altro episodio della serie Peter cerca, senza tanto successo, di cantare "I am the Very Model of a Modern Major General" durante un flashback.

### Altri Media
- Nel videogioco fantascientifico Mass Effect 2, Mordin Solus, un medico alieno, appartenente alla specie immaginaria dei "salarian", è un appassionato studioso delle culture aliene, e cita, tra i suoi interessi, le canzoni di Gilbert e Sullivan. Durante un dialogo canterà addirittura una versione modificata di "The Major-General's Song".